# Руднички корпус ЈВуО
Руднички корпус  (Горски штаб 80) био је корпус Југословенске војске у Отаџбини током Другог свјетског рата. Командант корпуса био је капетан Драгиша Нинковић. Бројно стање корпуса било је око 1.000 бораца, 1943. године.

## Састав корпуса
- Комаданти:капетан Драгиша Нинковић (шифра “Леонардо“), затим капетан Драгомир Гага Топаловић
- Помоћник команданта: капетан Милијан Јовановић
- Начелник штаба: п.поручник Ћурчек Павле
- Обавештајни официр: п.поручник Никић Драган
- Вођа подофицирског курса: капетан 2. кл. Вукчевић Алекса
- Корпусна болница: др Буљан Вељко
- Помоћник корпусног лекара: каплар др Крижановски Валеријан
- Корпусни свештеник: прота Томовић Жарко
- ЖРОС: Јакшић Вукосава

### Јединице

#### Качерска бригада
Командант: капетан Драгиша Нинковић (до новембра 1942), затим капетан Милијан Јовановић и поручник Милован Недељковић.
Референт за пропаганду: Баошић
Бригадни лекар: сан.поручник др.Миханлук Никола
Помоћник бригадног лекара: каплар др.Ковачевић Ђорђе.
- 1. батаљон: ком. поручник Милосав Поповић
- 2. батаљон: ком. наредник Влаја Вукајловић
- 3. батаљон: ком. п.пор. Војин Никић
- 4. батаљон: ком. поручник Момир Кузмановић
- 5. батаљон: ком. п.пор. Слободан Џокић

#### Колубарска бригада
Командант: капетан Бранислав Бурковић (током 1942), потом капетан Марковић (до јуна 1943) и поручник Милован Васиљевић
- 1. батаљон: командант Стефановић Чеда
- 2. батаљон: командант Недељковић Пера
- 3. батаљон:
- 4. батаљон:
- 5. батаљон:

#### Коњички ескадрион - јуришна бригада
Командант: капетан Бора Вучковић